# Metropolitano de Tianjin
O Metrô de Tianjin (Tianjin Metro) é um sistema de metropolitano que serve a cidade chinesa de Tianjin. A cidade também é servida pelo Binhai Mass Transit, que é um sistema de transporte urbano do tipo metrô leve.